# 心的東方
『心的東方』（シン・デ・ドン・ファン、簡体字：心的东方）は、チベット族中国人女性歌手alanの中国語版の1枚目のオリジナル・アルバム。

## 解説
- 2009年7月10日に香港版が、7月22日に中国本土版がリリースされた。
- 収録曲は、日本語版の『Voice of EARTH』収録曲を基本としていて、ジャケット写真も共通のものが使用されている。
- DVDはPAL方式のため、日本向けのDVDプレーヤーでは再生できない場合がある。
- 初回限定版にはフォトブックレットがつく。
- 後に、2010年1月10日に、『Voice of EARTH』の中国向け日本語版の『地球之声』が発売された。
- 2010年4月25日に、中央人民广播电台音乐之声の「Music Radio 音乐之声」の中国大陸の最優秀賞に選ばれた[1]。

## 収録曲

### CD
1. 天女
  - 作曲：菊池一仁
2. 愛看得見
  - 作曲：Cocco、作詞：林明陽、編曲：tasuku
  - 日本語版：群青の谷
3. 飛行誌
  - 作曲：菊池一仁、作詞：張楠、編曲：中野雄太
  - 日本語版：空唄
4. 細節
  - 作曲：菊池一仁、作詞：張楠、編曲：ats-
  - 日本語版：君想フ空
5. 加油!你有ME!
  - 演唱：阿蘭&魏晨、作詞：李焯雄、作曲：K.Y.B、編曲：陳磊LC
6. 三生石 三生路
  - 作曲：菊池一仁、作詞：陳立志、編曲：tasuku
  - 日本語版：桜モダン
  - avexの発表タイトルには、「三生世 三生路」という表記も混在している。
7. 明日讚歌
  - 作曲：菊池一仁、作詞：李焯雄、編曲：中野雄太
  - 日本語版：明日への讃歌
8. 心.戰〜RED CLIFF〜
  - 作曲：岩代太郎、作詞：李焯雄、編曲：中野雄太
  - 日本語版：RED CLIFF〜心・戦〜
9. 赤壁〜大江東去〜
  - 作曲：岩代太郎、作詞：李焯雄、編曲：中野雄太
  - 日本語版：久遠の河
10. Sign
  - 作曲：菊池一仁
11. 愛就是手 (Bonus Track)
  - 作曲：菊池一仁、作詞：林明陽、編曲：tasuku
  - 日本語版：幸せの鐘

### DVD（Music Video）
1. 愛看得見
2. 明日讚歌
3. 飛行誌
4. 加油!你有ME!
5. 心.戰〜RED CLIFF〜
6. 赤壁〜大江東去〜

## 参照
1. ↑  “中国兰”勇夺music radio最佳专辑奖，不忘为玉树同胞祈福明天更好 | avex China Co.,Ltd